# ذكاء الأعمال على الأجهزة المحمولة
يُعرف ذكاء الأعمال على الأجهزة المحمولة (ذكاء المحمول) بأنه «نظام يشتمل على كل من العناصر الفنية والتنظيمية التي تقدم معلومات تاريخية و/أو في الوقت الحقيقي لمستخدميها للتحليل على الأجهزة المحمولة مثل الهواتف الذكية والأجهزة اللوحية (لا أجهزة الكمبيوتر المحمولة)، لتمكين اتخاذ القرارات الفعالة ودعم الإدارة، بهدف الغرض الشامل وهو زيادة أداء الشركة». (بيتر وغيره، 2016). يشير ذكاء الأعمال إلى التقنيات المعتمدة على الكمبيوتر والمستخدمة في مراقبة وتصنيف وتحليل بيانات الأعمال، مثل إيرادات المبيعات حسب المنتجات، و/ أو الأقسام، أو التكاليف والدخل المرتبط بها.
على الرغم من انتشار مفهوم الحوسبة المتنقلة/المحمولة لأكثر من عقد، لكن ذكاء الأعمال على الأجهزة المحمولة أظهر نموًا في الآونة الأخيرة فقط. شُجع هذا التغيير جزئيًا من خلال التحول من «العالم السلكي» إلى عالم لاسلكي مع ميزة الهواتف الذكية والتي أفضت إلى حقبة جديدة من الحوسبة المتنقلة، وخاصة في مجال ذكاء الأعمال.
وفقًا لمجموعة أبيردين، فإن عددًا كبيرًا من الشركات تمارس ذكاء الأعمال على الأجهزة المحمولة بسرعة بسبب ضغوطات السوق، مثل الحاجة إلى كفاءة أعلى في العمليات التجارية، وتحسين إنتاجية الموظفين (على سبيل المثال.. الوقت الذي تقضيه بحثًا عن المعلومات)، عملية صنع القرار الأفضل والأسرع، خدمة العملاء بشكل أفضل، وتقديم الوصول إلى البيانات ثنائية الاتجاه في الوقت الحقيقي لاتخاذ القرارات في أي وقت وفي أي مكان. ولكن على الرغم من المزايا الواضحة لإيصال المعلومات عبر الأجهزة المحمولة، لا يزال ذكاء الأعمال على الأجهزة المحمولة في مرحلة «التبني المبكر» (مراحله الأولى). لا يزال بعض مديري الشؤون المالية يشككون في فوائد الأعمال، ومع الافتقار الملحوظ لحالات استخدام الأعمال المحددة والعائد على الاستثمار الملموس، لا يزال اعتماد ذكاء الأعمال على الأجهزة المحمولة متخلفًا عن المنحنى مقارنة بتطبيقات الأجهزة المحمولة للشركات الأخرى.

## التاريخ

### تقديم المعلومات إلى الأجهزة المحمولة
الطريقة السائدة للوصول إلى معلومات ذكاء الأعمال هي استخدام برمجية خاصة أو مستعرض ويب على جهاز كمبيوتر شخصي للاتصال بتطبيقات ذكاء الأعمال. تطلب تطبيقات ذكاء الأعمال هذه البيانات من قواعد البيانات. بدءًا من أواخر التسعينيات، قدمت أنظمة ذكاء الأعمال بدائل لتلقي البيانات، بما في ذلك البريد الإلكتروني والأجهزة المحمولة.

### دفع البيانات الثابتة
في البداية، استقبلت الأجهزة المحمولة مثل البيجر والهواتف المحمولة البيانات المدفوعة باستخدام خدمة الرسائل القصيرة أو الرسائل النصية. صُممت هذه التطبيقات لأجهزة محمول محددة، تحتوي على الحد الأدنى من المعلومات، ولم تقدم أي تفاعل للبيانات. ونتيجة لذلك، كانت تطبيقات ذكاء الأعمال على الأجهزة المحمولة الأولية مكلفة من ناحية التصميم والصيانة مع توفير قيمة معلوماتية محدودة، وحظيت باهتمام ضئيل.

### الوصول إلى البيانات عبر متصفح الجهاز المحمول
يوفر متصفح الجهاز المحمول على هاتف ذكي، وهو جهاز كمبيوتر محمول مدمج بهاتف محمول، وسيلة لقراءة جداول البيانات البسيطة. لا يمكن أن توفر مساحة الشاشة الصغيرة ومتصفحات الجوال غير الناضجة ونقل البيانات البطيء تجربة ذكاء أعمال مُرضية. قد ينظر إلى إمكانية الوصول وعرض النطاق الترددي على أنهما مشكلتان عندما يتعلق الأمر بتكنولوجيا الهاتف المحمول، لكن حلول ذكاء الأعمال توفر أداء متقدمًا للتنبؤ والتفوق بمثل هذه التحديات المحتملة. على الرغم من أن حلول ذكاء الأعمال للأجهزة المحمولة عبر الإنترنت توفر سيطرة ضئيلة أو معدومة على معالجة البيانات في الشبكة، لكن حلول ذكاء الأعمال المدارة للأجهزة المحمولة تستفيد من الخادم لعمليات محددة. بالإضافة إلى ذلك، تُضغط التقارير المحلية أثناء الإرسال وعلى الجهاز، ما يتيح مرونة أكبر لتخزين واستلام هذه التقارير. في بيئة الجهاز المحمول، يستفيد المستخدمون من سهولة الوصول إلى المعلومات لأن تطبيق الهاتف المحمول يعمل في بيئة تأليف واحدة تسمح بالوصول إلى جميع محتويات ذكاء الأعمال (مع مراعاة الأمان القائم) بغض النظر عن اللغة أو المكان. بالإضافة إلى ذلك، لن يحتاج المستخدم إلى بناء ذكاء أعمال منفصل للمحمول والحفاظ على نشره. إلى جانب ذلك، يتطلب ذكاء الأعمال على الأجهزة المحمولة نطاقًا تردديًا أقل بكثير من أجل الأداء. يَعد ذكاء الأعمال على الأجهزة المحمولة ببصمة تقرير صغير حول الذاكرة، والتشفير أثناء الإرسال، وعلى الجهاز أيضًا، وتخزين البيانات المضغوطة للعرض والاستخدام في وضع عدم الاتصال بالإنترنت.

### تطبيق العميل على الجهاز المحمول
في عام 2002، أصدرت شركة «ريسيرش إن موشن» أول هاتف ذكي «بلاك بيري» محسَّن لاستخدام البريد الإلكتروني اللاسلكي. أثبت البريد الإلكتروني اللاسلكي أنه «التطبيق القاتل» الذي زاد من شعبية سوق الهواتف الذكية. بحلول منتصف العقد الأول من القرن العشرين، عزز جهاز البلاك بيري الخاص بشركة «ريسيرش إن موشن» من قبضتها في سوق الهواتف الذكية مع كل من الشركات والمؤسسات الحكومية. قضت أجهزة بلاك بيري الذكية على العقبات في وجه ذكاء الأعمال في الأجهزة المحمولة. طرحت بلاك بيري معالجة متسقة عبر العديد من نماذجها، وقدمت شاشة أكبر بكثير لعرض البيانات، وسمحت بتفاعل المستخدم عبر الإبهام ولوحة المفاتيح. دخل بائعو ذكاء الأعمال السوق من جديد مع عروض تشمل أنظمة تشغيل هواتف محمولة مختلفة (بلاك بيري، ويندوز، سيمبيان) وطرق الوصول إلى البيانات. الخياران الأكثر شيوعًا للوصول إلى البيانات هما:
- استخدام متصفح الهاتف المحمول للوصول إلى البيانات على غرار الكمبيوتر المكتبي،
- إنشاء تطبيق أصلي مصمم خصيصًا لأجهزة الهاتف المحمول.[8]

تواصل شركة «ريسيرش إن موشن» فقدان حصتها في سوق الهواتف الذكية آبل وأندرويد. في الأشهر الثلاثة الأولى من عام 2011 حصل نظام تشغيل أندرويد الخاص بغوغل على سبع نقاط من حصة السوق. خلال الفترة الزمنية نفسها، انهارت أسهم السوق لشركة ريسيرش إن موشن «آر آي إم» وانخفضت بمقدار خمس نقاط.

### تطبيقات ذكاء الأعمال في الأجهزة المحمولة المصممة لهذا الغرض
وضعت آبل المعيار للأجهزة المحمولة سريعًا مع إدخال جهاز آيفون. في السنوات الثلاث الأولى، باعت شركة آبل أكثر من 33.75 مليون قطعة. في عام 2010، باعت آبل أكثر من مليون جهاز آيباد في أقل من ثلاثة أشهر بقليل. يتميز كلا الجهازين بشاشة لمس تفاعلية، والتي تعد المعيار الفعلي في العديد من الهواتف المحمولة وأجهزة الكمبيوتر اللوحية.
في عام 2008، نشرت آبل الـ«إس دي كي» والتي تمكن المطورين من خلالها إنشاء تطبيقات تعمل أصلًا على أجهزة آيفون وآيباد بدلًا من التطبيقات التي تعتمد سفاري. يمكن أن توفر هذه التطبيقات الأصلية للمستخدم تجربة قوية وأسهل في القراءة وأسهل في التنقل.
سارع الآخرون بالانضمام إلى نجاح الأجهزة المحمولة وتنزيلات التطبيقات. يحتوي متجر غوغل بلاي الآن على أكثر من 700.000 تطبيق متوفر للأجهزة المحمولة التي تعمل بنظام تشغيل أندوريد.
الأهم من ذلك، أن ظهور الجهاز المحمول قد غير بشكل جذري طريقة استخدام الناس للبيانات على أجهزتهم المحمولة. وهذا يشمل ذكاء الأعمال في الأجهزة المحمولة. يمكن استخدام تطبيقات ذكاء الأعمال لتحويل التقارير والبيانات إلى لوحات معلومات محمولة، وتوصيلها على الفور إلى أي جهاز محمول.
تغلب نظام أندرويد في شركة غوغل على نظام تشغيل «آي أو إس» الخاص بشركة آبل من حيث مساحة التحميلات المتزايدة. في الربع الثاني من عام 2011، كان 44% من جميع التطبيقات التي حُمّلت من أسواق التطبيقات عبر صفحات الويب مخصصة لأجهزة أندرويد، بينما كانت 31% مخصصة لأجهزة آبل، وفقًا للبيانات الجديدة من «إيه بي آي ريسيرتش». التطبيقات المتبقية مخصصة لأنظمة تشغيل هواتف محمولة أخرى، بما في ذلك بلاك بيري وويندوز فون 7. 
لقد تطورت تطبيقات ذكاء الأعمال في الأجهزة المحمولة من تطبيق عميل لعرض البيانات إلى تطبيق مصمم خصيصًا لتوفير المعلومات وسير العمل اللازمان لاتخاذ قرارات العمل سريعًا والإجراءات اللازمة.

### تطبيقات الويب مقابل تطبيقات الجهاز الخاص بذكاء الأعمال في الأجهزة المحمولة
في أوائل عام 2011، عندما بدأ سوق برمجيات ذكاء الأعمال في الأجهزة المحمولة في النضج وبدأ التبني ينمو بوتيرة كبيرة في كل من الشركات الصغيرة والكبيرة، اعتمد معظم البائعين إما إستراتيجية تطبيق مصمم خصيصًا، تطبيق جهاز خاص (مثل تطبيقات آيفون أو أندرويد، التي تُحمّل من آي تونز أو متجر غوغل بلاي)، أو إستراتيجية تطبيق الويب (المستندة إلى المستعرض، تعمل على معظم الأجهزة دون تثبيت تطبيق على الجهاز). يستمر هذا النقاش وهناك فوائد وعيوب لكلا الطريقتين. أحد الحلول المحتملة هو اعتماد «إتش تي إم إل 5» على الأجهزة المحمولة ما يمنح تطبيقات الويب العديد من خصائص التطبيقات المخصصة مع السماح لها بالعمل على العديد من الأجهزة بدون تطبيق مثبت.
أعلنت مايكروسوفت عن استراتيجيتها في ذكاء الأعمال في الأجهزة المحمولة. تخطط مايكروسوفت لدعم التطبيقات المستندة إلى المستعرض مثل خدمات التقارير ونقطة الأداء على أجهزة آي أو إس في النصف الأول من عام 2012، والتطبيقات التي تعمل باللمس على أجهزة آي أو إس وأندرويد بحلول النصف الثاني من عام 2012. على الرغم من الاعتقاد السائد بأن مايكروسوفت تعترف بوجودها فقط، تشير التحركات الأخيرة إلى أن الشركة تدرك أنها ليست اللاعب الوحيد في النظام البيئي للتكنولوجيا. بدلًا من محاولة كبح المنافسة أو اقتراح تطورات تقنية جديدة كانت سخيفة، قررت الشركة بدلًا من ذلك جعل التكنولوجيا في متناول جمهور أوسع.
هناك العديد من الأجهزة المحمولة والمنصات متاحة اليوم. القائمة تنمو باستمرار والدعم يزيد أيضًا. هناك المئات من النماذج المتاحة اليوم، مع العديد من مجموعات الأجهزة والبرامج. يجب أن تختار الشركة جهازًا بعناية فائقة. ستؤثر الأجهزة المستهدفة على ذكاء الأعمال في الأجهزة المحمولة نفسه لأن تصميم الهاتف الذكي سيكون مختلفًا عن الجهاز اللوحي. يختلف حجم الشاشة والمعالج والذاكرة وما إلى ذلك. على برنامج ذكاء الأعمال في الأجهزة المحمولة أن يحسب موضوع عدم وجود توحيد مقاييس للأجهزة من موفري الخدمة من خلال اختبار الأجهزة باستمرار لتطبيقات ذكاء الأعمال في الأجهزة المحمولة. يمكن دائمًا اتباع بعض أفضل الممارسات. على سبيل المثال، يعد الهاتف الذكي مرشحًا جيدًا للتطبيق العملي لذكاء الأعمال في الأجهزة المحمولة. ومع ذلك، بالنسبة للتحليلات وتحليل ماذا لو كانت الأجهزة اللوحية هي الخيار الأفضل. بالتالي، فإن اختيار الجهاز أو توفره يلعب دورًا كبيرًا في التنفيذ.

## الطلب
يعتقد المحلل تيد فريدمان في شركة غارتنر أن توصيل خدمة ذكاء الأعمال للهاتف المحمول يتعلق بالمعلومات العملية والتكتيكية اللازمة لاتخاذ قرارات فورية، «إن القيمة الأكبر في المعلومات التشغيلية لذكاء الأعمال -المعلومات في سياق التطبيقات- وليس في دفع الكثير من البيانات إلى هاتف شخص ما».
يعرف الوصول إلى الإنترنت عبر جهاز محمول مثل الهاتف الذكي أيضًا باسم الإنترنت عبر الهاتف المحمول أو الويب عبر المحمول. تتوقع آي دي سي زيادة القوى العاملة المتنقلة في الولايات المتحدة بنسبة 73% في عام 2011. يفيد مورجان ستانلي بأن الإنترنت عبر الهاتف المحمول يتزايد بشكل أسرع من سابقه، الإنترنت المكتبي، ما يمكن الشركات من إيصال المعرفة إلى القوى العاملة المتنقلة لمساعدتها في اتخاذ قرارات أكثر ربحية.
حدد ميشيل كووني من غارتنر أن استخدام التكنولوجيا الخاصة بك في العمل أصبح هو القاعدة وليس الاستثناء. بحلول عام 2015، ستصل شحنات الأجهزة اللوحية للوسائط إلى نحو 50% من شحنات الكمبيوتر المحمول، ومن المحتمل أن يكون ويندوز8 في المرتبة الثالثة بعد أندرويد وآبل. والنتيجة النهائية هي أن حصة مايكروسوفت من منصة العميل، سواء أكانت أجهزة كمبيوتر أو أجهزة لوحية أو هواتف ذكية، من المحتمل أن تنخفض إلى 60%، وقد تنخفض إلى أقل من 50%.